# مارتا غارسيا مارتن
مارتا غارسيا مارتن (بالإسبانية: Marta Garcia Martin)‏ هي لاعبة شطرنج إسبانية، ولدت في يوليو 2000.

## وصلات خارجية
- مارتا غارسيا مارتن على موقع الاتحاد الدولي للشطرنج (الإنجليزية)
- مارتا غارسيا مارتن على موقع مباريات الشطرنج (الإنجليزية)
- مارتا غارسيا مارتن على موقع 365Chess.com (الإنجليزية)
- مارتا غارسيا مارتن على موقع Chesstempo.com (الإنجليزية)